# Nowiny (województwo śląskie)
Nowiny – wieś w Polsce położona w województwie śląskim, w powiecie kłobuckim, w gminie Wręczyca Wielka.
W latach 1975–1998 miejscowość położona była w województwie częstochowskim.
We wsi jest kapliczka. Krzyż z ogrodzeniem zbudowany został w 1935 roku przez mieszkającego tam Walentego Wilka (ur. 1885 / zm. 1957). 

## Spis ulic
- Długa
- Leśna
- Cicha
- Myśliwska
- Sportowa
- Krótka